# 美国世界遗产列表

根據聯合國教科文組織1972年制訂的《保護世界文化和自然遺產公約》，世界遺產是指對全人類有重要文化或自然價值的遺產項目。常見文化遺產包括古蹟（如建築、雕塑、題字）、建築群、遺址（如考古遺址）；自然遺產通常是具備特殊物質和生物價值的自然地貌、地質和自然地理結構（如瀕危動植物棲息地），或在科學、保育、自然美角度極具價值。美國於1973年12月7日批准公約，該國自然和文化遺蹟因此有資格列入《世界遺產名錄》。1978年9月，在華盛頓哥倫比亞特區舉行的聯合國教科文組織世界遺產委員會第二屆會議上，美國首批共兩項遺產入選《世界遺產名錄》，分別是梅薩維德國家公園和黃石國家公園。
截至2025年，美國共有26項世界遺產入選，包括13項文化遺產、12項自然遺產、1項複合遺產。最新入選的是位於伯利恒的摩拉維亞居留區，屬跨國遺產，於2024年獲批。該國亦有17項遺產入選預備名單。黃石國家公園曾於1995年至2003年間被列入《瀕危世界遺產名錄》，後被撤銷。大沼澤地國家公園則於1993年至2007年被列為瀕危，後獲撤銷；但在2010年，由於公園的水生生態系統持續退化，並對海洋生物產生威脅，故教科文組織應美國政府要求再度把公園列為瀕危，並持續至今。

## 世界遺產
聯合國教科文組織根據十項標準收錄世界遺產，入選項目必須符合至少一項標準，其中第一（i）至六（vi）項為文化遺產，第七（vii）至十（x）項為自然遺產，同時符合文化和自然遺產標準的则称为複合遺產，順序按入選年份排列。
| 名稱                                               | 圖像 | 地點                                                                   | 入選年份 | 教科文數據                         | 簡介 |
| -------------------------------------------------- | ---- | ---------------------------------------------------------------------- | -------- | ---------------------------------- | --- |
| 梅薩維德國家公園                                   |      | 科羅拉多州                                                             | 1978     | 27；iii（文化）                    | 在科羅拉多州西南部海拔2,600多公尺的梅薩維德高原上，發現了大量建於公元6世紀至12世紀的古人村落遺址。該遺址共有4,400多處房屋，其中包括建在梅薩維德最高處的村落。當地還有許多壯觀的懸崖村落，全都用石頭砌成，房屋合計超過100間。 |
| 黃石國家公園                                       |      | 懷俄明州、蒙大拿州、愛達荷州                                           | 1978     | 28；vii、viii、ix、x（自然）       | 黃石國家公園成立於1872年，約96%的陸地面積位於懷俄明州境內，另外3%在蒙大拿州，1%在愛達荷州。整個黃石擁有逾300處間歇泉及至少1萬個地熱點，全世界三分之二的間歇泉和一半的地熱點都集中在此。公園坐擁廣闊的天然森林，其面積達9,000平方公里。另外，公園還以極其豐富的生物多樣性而聞名於世，灰熊、狼、美洲野牛、加拿大馬鹿等動物均棲息於此。公園曾於1995年至2003年間被列入《瀕危世界遺產名錄》，後被撤銷。 |
| 克盧恩/蘭格爾-聖埃利亞斯/冰川灣/塔琴希尼-阿爾塞克* |      | 阿拉斯加州                                                             | 1979     | 72ter；vii、viii、ix、x（自然）    | 這個跨國國家公園系統位於美國（阿拉斯加州）與加拿大（育空地區和不列颠哥伦比亚省）交界處，包含四個國家公園和保護區，保護著世上最大的非極地冰原區以及眾多大型冰川。同時，這區域亦是灰熊、馴鹿、白大角羊的棲息地。1979年，加拿大克盧恩國家公園及保留地和美國蘭格爾-聖埃利亞斯國家公園暨保護區率先被列入世界遺產。1992年，世界遺產委員會把範圍擴展至冰川灣國家公園和自然保護區。1994年，世界遺產委員會再把此世界遺產的範圍擴展至塔琴希尼-阿爾塞克省級公園。                                                                   |
| 大峽谷國家公園                                     |      | 亞利桑那州                                                             | 1979     | 75；vii、viii、ix、x（自然）       | 著名的大峽谷深約1,500米，由科羅拉多河長年侵蝕而成，是舉世聞名的自然奇觀。大峽谷位於亞利桑那州境內，橫亙整個大峽谷國家公園。大峽谷的水平岩層展示了從前寒武紀至新生代約20億年來地球地質的變遷，同時保留了大量人類適應當時惡劣環境的遺跡。 |
| 大沼澤地國家公園†                                  |      | 佛羅里達州                                                             | 1979     | 76；viii、ix、x（自然）            | 大沼澤地國家公園位於佛羅里達州最南端，被稱為「從內陸流向大海的草之河」。公園包含九個不同但相互依存的生態系統，是多種哺乳動物、鳥類、爬行動物的家園，同是亦是西印度海牛等受威脅物種的庇護所。公園在1993年至2007年以及2010年至今被列入《瀕危世界遺產名錄》。除了世界遺產，公園同時獲列為國際生物圈保護區和國際重要濕地。 |
| 獨立大廳                                           |      | 賓夕凡尼亞州                                                           | 1979     | 78；vi（文化）                     | 位於費城的獨立大廳由埃德蒙·伍利和安德魯·漢密爾頓設計，建於1753年。此地最初是賓夕凡尼亞殖民議會的議場，後來成為第二屆大陸會議的會場。1776年《美國獨立宣言》和1787年《美國憲法》都在這座建築物裡簽署。這兩份以自由和民主為原則的檔案不僅在美國歷史上發揮重要作用，同時亦對世界各國法律的制定產生深遠影響。 |
| 紅木國家公園                                       |      | 加利福尼亞州                                                           | 1980     | 134；vii、ix（自然）               | 紅木國家公園位於旧金山北部太平洋海岸的群山之中，範圍包括一個國家公園和三個州立公園。園內長有大量海岸紅杉，它們是世界上最高最壯觀的樹種。公園亦是不少海洋生物和陸地生物的家園，例如受威脅的北海獅、褐鵜鶘、等。 |
| 猛獁洞穴國家公園                                   |      | 肯塔基州                                                               | 1981     | 150；vii、viii、x（自然）          | 猛獁洞穴國家公園位於肯塔基州，是世界上最大的自然洞穴群和地下長廊，也是石灰岩地貌構成的典型代表。公園同時擁有世界上已知最長的洞穴系統，已探索的通道長達686公里。洞穴系統和周邊地區有著各種地貌，例如鐘乳石、石筍，以及沉洞、伏流等喀斯特地形。公園是各種動物和植物的家園，當中包含70多種受威脅物種，例如匙指蝦科Palaemonias ganteri。 |
| 奧林匹克國家公園                                   |      | 華盛頓州                                                               | 1981     | 151；vii、ix（自然）               | 奧林匹克國家公園坐落於華盛頓州西北角，以生態多樣性著稱於世。公園中不僅有常年被冰雪覆蓋的高山，還有大量的高山草甸，以及太平洋西北地區保存最為完好的溫帶雨林。從奧林匹亞山上發源的11條主要河流為當地的溯河洄游魚類提供了良好的繁殖環境。公園內還有長達100公里的沿海原野保留地，它是美國境內最長的未開發海岸地帶。在這片原野保留地內生活著大量當地特有的動植物，包括瀕危的北方斑點鴞、強壯紅點鮭等。 |
| 卡俄基亞土丘歷史遺址                               |      | 伊利诺伊州                                                             | 1982     | 198；iii、iv（文化）               | 卡俄基亞土丘歷史遺址位於密西西比河東岸，密蘇里州聖路易東北部約13公里處。此地是密西西比文化中最大和最重要的聚居地，亦是前哥倫布時期墨西哥以北地區最大的聚居地。此地面積1,600公頃，是古代部落社會的典型樣例，以類似中心城和衛星城的模式作規劃，在中心城市周圍有許多小村莊。這個農業社會在鼎盛時期（約公元1050年至1150年間）約有1萬至2萬名居民。遺址包含120個土丘，其中寺廟土墩是美洲大陸上最大的史前土木工程，佔地超過5公頃，高約30米。                                                                                    |
| 大煙霧山國家公園                                   |      | 北卡羅萊納州、田納西州                                                 | 1983     | 259；vii、viii、ix、x（自然）      | 大煙霧山國家公園佔地20萬公頃，園內生長有超過3,500種植物，其中樹木約有130種，這個數目與幾乎與整個歐洲的樹木種類相當。公園內還有許多瀕危動物，其中蠑螈的種類可能是世上最多。由於公園基本未受到人類破壞，所以溫帶植物可以在不受人類影響的情況下安穩生長。 |
| 波多黎各的古堡與聖胡安歷史遺址                     |      | 波多黎各                                                               | 1983     | 266bis；vi（文化）                 | 16世紀至20世紀期間，歐洲人在加勒比海的戰略要地上建造了一系列防禦工事，例如堡壘、聖費利佩海角城堡、聖克里斯托瓦爾城堡、聖胡安城牆等，旨在保護聖胡安城和聖胡安灣。這些建築良好地展示歐洲軍事建築在加勒比海島嶼環境中的演變和適應。 |
| 自由女神像                                         |      | 紐約州                                                                 | 1984     | 307；i、vi（文化）                 | 自由女神像由法國雕塑家弗雷德里克·奧古斯特·巴托爾迪和古斯塔夫·艾菲爾（他負責塑像的框架）共同完成。這個象徵著自由的塑像是法國於1886年贈予美國，以祝賀美國獨立100週年。從那時開始，這個矗立在紐約港口的自由女神已經迎來數以百萬計前來美國的移民。它還是和平、人權、廢奴、民主等理念的象徵。 |
| 約塞米特蒂國家公園                                 |      | 加利福尼亞州                                                           | 1984     | 308；vii、viii（自然）             | 約塞米特蒂國家公園位於加利福尼亞中部，橫跨內華達山脈西坡。在數百萬年間，冰川在花崗岩基岩中雕刻出獨特的地貌特徵，包括U形峽谷、懸崖、穹頂、瀑布群、冰斗湖、冰磧。公園海拔介乎600米至4,000米之間，因此生態系種類繁多，涵蓋多樣化的物種，例如巨杉、扭葉松、加利福尼亞金背黃鼠、山河狸等。 |
| 查科文化國家歷史公園                               |      | 新墨西哥州                                                             | 1987     | 353rev；iii（文化）                | 2000多年來，培布羅人統治美國西南部的大片土地。查科大峽谷在850年至1250年間是古人的中心，也是史前四角落地區重要的宗教、貿易、政治中心。查科地區還以其建築物而聞名世界，當地不僅有許多古代公共和宗教建築，而且還有一處獨特且古老的城市儀式中心，建築風格可謂空前絕後。除了查科文化國家歷史公園以外，這項世界遺產還包含阿茲特克遺址國家紀念區以及數處小型遺址。 |
| 夏威夷火山國家公園                                 |      | 夏威夷州                                                               | 1987     | 409；viii（自然）                  | 夏威夷火山國家公園是世界上最活躍的兩個活火山——茂納洛亞火山（海拔4,170米）和（海拔1,250米）——的所在地。它們就好像兩個巨塔一樣，時刻俯瞰著太平洋。頻繁的火山噴發不斷地塑造和改變公園景觀，熔岩流亦揭示奇妙的地質構造過程。公園是不少珍稀鳥類和巨型蕨類植物的家園。 |
| 的蒙蒂塞洛以及弗吉尼亚大学                         |      | 弗吉尼亚州                                                             | 1987     | 442bis；i、iv、vi（文化）          | 托马斯·杰斐逊（1743年—1826年）是美國開國元勛，《美國獨立宣言》主要起草人，也是第三任美國總統。除了這些身份以外，他還是位才華橫溢的新古典主義建築建築師。1769年至1809年間，他親自設計並建造了屬於自己的莊園——蒙蒂塞洛。接著，他又在1817年至1826年間設計建造了理想中的「學術村」，此地至今仍是維珍尼亞大學的中心。他的古典建築一方面代表著全新的美國共和國想要繼承歐洲傳統的抱負，另一方面又渴望國家在成長路上可以把外來文化消化吸收再創新。這些建築是新古典主義建築的突出例子，同時喚起自由、高貴、自決、繁榮等古典理想。 |
| 陶斯印第安村                                       |      | 新墨西哥州                                                             | 1992     | 492；iv（文化）                    | 陶斯印第安村位於格蘭德河支流的山谷中，大約是在新墨西哥州陶斯以北約1.6公里外。村落於13世紀末至14世紀期間建成，村中建築多以泥磚和石塊建成，有民居和宗教儀式建築物，展示著亞利桑那州和新墨西哥州培布羅人的文化。此處亦是美國最古老且持續有人居住的社區。 |
| 卡爾斯巴德洞窟國家公園                             |      | 新墨西哥州                                                             | 1995     | 721；vii、viii（自然）             | 卡爾斯巴德洞窟國家公園是由119個已知洞穴組成的喀斯特地形區，長達350公里。這些稀有且獨特的洞穴不僅面積廣闊，還含有種類豐富的礦物。這些洞穴形成於二疊紀時期的卡皮坦化石礁中，在水、地質力量、氣候變化以及漫長的時間之下形成現今模樣。雷修古拉洞穴是最為突出的洞穴，它成為了地下實驗室，供人們在原始環境中研究地質和生物進程。 |
| 沃特頓-冰川國際和平公園*                           |      | 蒙大拿州                                                               | 1995     | 354rev；vii、ix（自然）            | 1932年，加拿大沃特頓湖國家公園和美國國家公園合併，成為世界上首個國際和平公園。公園橫跨美洲大陸分水嶺，擁有不少草原、森林、高山、冰川地貌，風景極為壯麗。山脈與草原相接，沒有山麓從中阻擋，使太平洋西北地區典型的動植物物種能向內陸擴散，反過來又導致在小範圍內存在種類豐富的植物以及哺乳動物。 |
| 帕帕哈瑙莫夸基亞國家海洋保護區                     |      | 夏威夷州、美國本土外小島嶼                                             | 2010     | 1326；iii、vi、viii、ix、x（複合） | 帕帕哈瑙莫夸基亞是世上最大的海洋保護區，位於夏威夷群島主要島嶼西北方約250公里處。它綿延約1,930公里，由小島、環礁、海底山組成，並被海洋環繞。對現存的夏威夷原住民文化來說，該地作為祖先生存的環境，含有宇宙精髓與傳統意義，同時體現了夏威夷人概念中人類與自然世界的親緣關係。你好島和內克爾島上的考古遺址可追溯到歐洲殖民之前。保護區亦是許多鳥類、魚類、哺乳動物、珊瑚和植物的棲息處，不少更是當地特有的物種。 |
| 波弗蒂角紀念土墩                                   |      | 路易斯安那州                                                           | 2014     | 1435；iii（文化）                  | 波弗蒂角紀念土墩位於密西西比河下游一個稍高的狹窄地形上，得名於附近一個建於19世紀的種植園。這個巨大的土製建築群建於公元前1700年至1100年的遠古時代晚期（Late Archaic period），由狩獵採集社會創建，而非農業社會。建築群包含五個土墩，以及六個同心半橢圓形的隆起土堆、以及一個中心廣場，主要用於居住和儀式目的。這種土製建築水平在北美地區至少過了2000年才有後浪超越。 |
| 聖安東尼奧佈道區                                   |      | 德克萨斯州                                                             | 2015     | 1466；ii（文化）                   | 聖安東尼奧佈道區位於德薩斯州南部聖東尼奧河谷，包括五個由西班牙方濟各會傳教士於18世紀建造的傳教站，以及附近一個牧場。這些傳教站沿著聖安東尼奧河修建，旨在協助殖民該區、保衛邊境以及向原住民傳教。它們一方面詮釋了西班牙王室為鞏固新西班牙總督轄區的殖民和傳教所作的努力，一方面又展現了西班牙人和柯庫兒太肯以及其他狩獵採集部落之間的文化融合。以教堂中的裝飾為例，它們既有天主教的特徵，亦有土著圖案。 |
| 弗兰克·劳埃德·赖特的20世纪建筑作品                 |      | 亞利桑那州、加利福尼亞州、伊利诺伊州、紐約州、宾夕法尼亚州、威斯康辛州 | 2019     | 1496rev；ii（文化）                | 這項世界遺產由建築師弗兰克·劳埃德·赖特（1867年－1959年）設計的八座建築組成。他提出「有機建築」的建築哲學，主張透過建築設計來促進自然環境與人類居所之間的和諧，特點是開放式的平面佈局、模糊室內室外界限，以及鋼鐵和混凝土等材料的全新使用方法。賴特經手的每棟建築均體現了針對住宿、宗教、工作、娛樂需求的創新解決辦法。他的作品更影響了全世界的建築師。 |
| 霍普維爾儀式用土築                                 |      | 俄亥俄州                                                               | 2023     | 1689；iii、vi（文化）              | 霍普韋爾文化是北美洲中東部最著名的印第安文化，全盛時期大約在公元前200年至公元400年（疏林時代中期），集中在現今俄亥俄州南部。印第安人在當地建造了大型土方建築，並非防禦工事，而是作為儀式用途。這些土方工程具有精確的幾何形狀和標準測量單位，甚至與天文排列有關。項目共有8個考古遺址，其中5處位於霍普韋爾文化國家歷史公園，2處位於紐瓦克土方工程州立紀念區，餘下的位於古堡州立紀念區。 |
| 摩拉維亞居留區（美國）*                            |      | 宾夕法尼亚州                                                           | 2024     | 1468bis；iii、iv（文化）           | 新教教派摩拉維亞弟兄會自18世紀下半葉起，在世界各地建立不少聚落。每個聚落的建築，都會在摩拉維亞教會理想風格的基礎上，再結合當地條件，而自成特色，藉以表達教會的神學和實踐，同時反映社區的平等主義哲學。這些聚落擁有相似的城市佈局，例如開放的綠色空間、會堂建築、墓地、工業建築，而公共生活房屋則按年齡、性別和婚姻狀況釐定。丹麥的克里斯蒂安斯费尔德於2015年入選世界遺產。2024年，世界遺產委員會批准擴大遺產地範圍，延伸至美國的伯利恒，德國的黑恩胡特，以及英國北愛爾蘭的格雷斯希爾。                                   |

### 分布圖
| 梅薩維德 · 國家公園黃石國家公園大峽谷 · 國家公園大沼澤地 · 國家公園獨立大廳紅木國家公園猛瑪洞穴 · 國家公園奧林匹克 · 國家公園卡俄基亞土 · 丘歷史遺址大煙霧山 · 國家公園自由女神像約塞米特蒂 · 國家公園查科文化國家歷史公園蒙蒂塞洛及弗吉尼亚大学陶斯印第安村卡爾斯巴德洞窟國家公園 · 國際和平公園波弗蒂角紀念土墩聖安東尼奧佈道區團結教堂羅比之家塔里耶森蜀葵之家落水山莊雅各布別墅西塔里耶森所羅門·古根漢美術館霍普維爾儀式用土築摩拉維亞 · 居留區class=notpageimage\| 美國本土的世界遺產坐標（其中世界遺產項目「弗兰克·劳埃德·赖特的20世纪建筑作品」包含8個地點，以藍點標示） |                                                                    |                                                               |
| 夏威夷火山 · 國家公園帕帕哈瑙莫夸基亞國家海洋保護區class=notpageimage\| 夏威夷群島世界遺產坐標 | 蘭格爾-聖埃利亞斯冰川灣class=notpageimage\| 阿拉斯加州世界遺產坐標 | 古堡與聖胡安歷史遺址class=notpageimage\| 波多黎各世界遺產坐標 |

## 預備名單
除了已入選項目外，接受《保護世界文化和自然遺產公約》的成員國還可以把遺產項目列入預備名單，任何遺產在提名《世界遺產名錄》前都必須入選預備名單。截至2025年，美國的預備名單共有18項遺產。
| 名稱                         | 圖像 | 地點             | 列入年份 | 編號和對應標準                 | 簡介 |
| ---------------------------- | ---- | ---------------- | -------- | ------------------------------ | --- |
| 民權運動紀念地               |      | 亚拉巴马州       | 2008     | 5241；vi（文化）               | 紀念地包括位於蒙哥馬利的德克斯特大道浸信會教堂（分階段建於1883年至1889年），以及位於伯明翰的伯特利浸信會教堂（建於1926年）和第16街浸信會教堂（建於1909年至1911年）。它們均是歷史悠久的非裔美國人教會，在民權運動中發揮一定作用。 |
| 代頓航空歷史場所             |      | 俄亥俄州         | 2008     | 5242；ii（文化）               | 20世紀初，萊特兄弟在代頓及周邊地區駕駛自行研製的動力飛機，標誌著人類正式進入航空時代。此遺產包括四個地點，分別是試飛地霍夫曼草原，早期實驗地萊特自行車公司和萊特印刷，萊特飛行器所在地萊特廳，以及弟弟奧維爾的居所奧維爾山。四處地點均位於代頓航空遺產國家歷史公園。 |
| 托马斯·杰斐逊建築群          |      | 弗吉尼亚州       | 2008     | 5244；iii、vi（文化）          | 建築群包括楊樹林莊園和弗吉尼亚州议会大厦，這兩座建築均出自美國開國元勛托马斯·杰斐逊之手，是世界遺產「夏洛茨維爾的蒙蒂塞洛以及維珍尼亞大學」的建議延伸。 |
| 維農山莊                     |      | 弗吉尼亚州       | 2008     | 5245；vi（文化）               | 維農山莊是首任美國總統乔治·华盛顿的故居。物業由16座18世紀建築組成，包括宅第、僕人住宅、馬廄、儲藏室、冰窖等。山莊所有建築共同構成保存完好的18世紀美國南部文化景觀，建築靈感源自英國模式。 |
| 大蛇丘                       |      | 俄亥俄州         | 2008     | 5248；i、iii、iv（文化）       | 位於俄亥俄州南部亞當斯縣的大蛇丘是世上現存最大的史前雕像丘，由奉行古堡文化的印第安人於1120年左右建造。蛇丘長411米，高1.2米至1.5米，寬6米至7.6米。此外，土丘還包括三個墓地和一些居住地遺跡。 |
| 奧科菲諾基國家野生動物保護區 |      | 喬治亞州         | 2008     | 5252；viii、ix、x（自然）      | 奧科菲諾基國家野生動物保護區佔地超過16.2萬公頃，是片大型濕地，還擁有廣闊且基本未受干擾的泥炭礦床。奧科菲諾基沼澤有92%面積位於其中，它同時是兩河源頭，一條流入大西洋，另一條流入墨西哥灣。保護區擁有不同的棲息地，是多種動植物的家園。 |
| 石化林國家公園               |      | 亞利桑那州       | 2008     | 5253；vii、viii（自然）        | 石化林國家公園位於科羅拉多高原南部，佔地逾8.9萬公頃，擁有豐富的晚三疊世化石遺跡。公園擁有世界上最大的矽化木森林，巨大、色彩繽紛且保存完好的地層，以及包含早期恐龍在內的重要動植物化石，是世上研究晚三疊世生態系統的主要場所之一。此外，園內還有早期印地安人遺址。 |
| 白沙國家紀念區               |      | 新墨西哥州       | 2008     | 5254；vii、viii（自然）        | 白沙國家紀念區地處群山環抱的圖拉羅薩盆地，包含了沙漠北端超過5.8萬公頃土地，旨在保護世界上最大的石膏沙丘，以及已經適應這種環境的動植物。此地地質環境亦類似於火星。2019年12月，白沙國家紀念區正式升格為國家公園，成為美國第62個國家公園。 |
| 布魯克林大橋                 |      | 紐約州           | 2017     | 6232；ii、iv（文化）           | 布魯克林大橋是座橫跨東河、連接紐約市曼哈頓和布魯克林的斜拉式懸索橋。大橋於1883年落成，全長1,825米，闊26米，最大跨度為486.3米。大橋在技術和美學上均表現出色，除了是當時世界上最長的懸索橋，還大規模採用了源於法國的氣壓沉箱施工方法，是大型橋樑建設的一個里程碑。大橋是紐約市最著名的地標，亦代表這座城市在19世紀下半葉的成長和發展。 |
| 埃利斯島                     |      | 紐約州           | 2017     | 6233；iv（文化）               | 埃利斯島位於紐約市曼哈頓南端附近的上紐約港，是大西洋大遷徙的一個顯著例證。自19世紀下半葉至20世紀初，此地便是移民管理局的所在地，數以百萬計的自願移民（主要來自歐洲）在此踏上美國土地。島上共有40多座建築物與埃利斯島移民站有關，例如主樓、廚房和洗衣房、大型醫院綜合大樓，代表了移民抵達過程和經歷的各個方面。現時主樓和廚房洗衣房已搖身一變成為移民博物館。 |
| 中央公園                     |      | 紐約州           | 2017     | 6234；ii、iv（文化）           | 中央公園是紐約市曼哈頓中心的大型都會公園，佔地341公頃，由景觀設計師弗雷德里克·奧姆斯德和卡爾弗·特沃克斯聯手設計，建於1858年至1873年間。公園是景觀設計的傑出範例，展示了20世紀之交快速工業化和城市發展時期城市公園現代運動的開始。此外，公園對周邊城市以及受此方法影響的設計師和城市規劃師帶來深遠影響，同時是風景園林和城市規劃發展的一個里程碑。 |
| 早期芝加哥摩天大樓群         |      | 伊利诺伊州       | 2017     | 6235；i、iv（文化）            | 19世紀末至20世紀初，新材料和技術的出現，加上城市快速發展，以及芝加哥大火迫使城市重建，三項因素融合後促成現代高層建築（或稱第一代「摩天大樓」）出現。這些創新的高層建築實現前所未有的高度、建設效率和城市建築應用，同時形成了「第二次工業革命」的傑出建築和技術集合。這種建築的成功和實用性亦促使具有垂直中心的大都市出現在20世紀。摩天大樓群包含芝加哥盧普區的9座主要商業建築，分別是會堂大廈、第二萊特大廈、馬奎特大廈、盧克麗大廈、蒙拿諾克大廈、舊殖民地大廈、費雪大廈、施萊辛格和梅耶大廈、拉丁頓大廈。 |
| 太平洋偏遠島嶼海洋國家紀念區 |      | 美國本土外小島嶼 | 2017     | 6236；vii、viii、x（自然）     | 保護區位於太平洋偏遠地區，面積約為127萬平方公里，包含7個位於夏威夷群島以南的島嶼或環礁。該區擁有超過165個海底山，為具有數千年歷史的深水珊瑚群提供棲息地。它是地球上最廣泛的珊瑚礁、海鳥、濱鳥保護區，不少受威脅物種和瀕危物種都在此棲身，包括大硨磲、石斑魚、曲紋唇魚、隆頭鸚哥魚，三種受威脅的珊瑚，以及至少22種海鳥。 |
| 加利福尼亞洋流保護綜合體     |      | 加利福尼亞州     | 2017     | 6237；vii、viii、ix、x（自然） | 加利福尼亞洋流是北太平洋環流的一部分，沿著加利福尼亞海岸流動。強大的上升流把營養豐富的海水帶到海面，支持高生產力和多樣化的生態系統，例如近海峽谷、海岸、海山、島嶼、海藻林。許多受威脅和瀕危物種高度依賴這些水域。綜合體包含一連串的的聯邦指定海洋保護區：大法拉隆國家海洋保護區、科德爾海岸國家海洋保護區、蒙特雷灣國家海洋保護區、法拉隆群島國家野生動物保護區、加利福尼亞海岸國家紀念區，雷斯岬國家海岸公園和金門國家遊樂區水域及部分沿海地區，以及加州指定的特殊海洋保護區網絡。                        |
| 馬里亞納海溝海洋國家紀念區   |      | 北馬里亞納群島   | 2017     | 6238；viii、ix、x（自然）      | 馬里亞納海溝海洋國家紀念區由海溝、火山、島嶼三個部分組成，面積達24.6萬平方公里。保護區還包含地球上的第二深點「塞雷娜深淵」，該處深約11,000米。馬里亞納海溝是兩塊板塊之間的俯衝帶，太平洋板塊於此俯衝於馬里亞納板塊之下，同時形成不同的地質構造，例如會噴出二氧化碳氣泡的巨大海底泥火山和海底熱泉。海溝和島嶼的獨特地理環境，也吸引數百種海洋生物在此棲身，包括大量頂級掠食者、石珊瑚、魚類、以及數種受威脅和瀕危的海龜。另外，科學家還確認紀念區有數十種潛在的新物種。                                      |
| 美屬薩摩亞的海洋保護區       |      | 美屬薩摩亞       | 2017     | 6239；vii、ix、x（自然）       | 美屬薩摩亞的海洋保護區擁有非常多樣和健康的生態系統，是不少海洋野生動物的家園（如珊瑚和瀕危動物物種），亦是海鳥和海龜築巢的重要區域。馬努阿群島的塔烏島更擁有世上最古老和最大的濱珊瑚，估計有500多年歷史。保護區囊括美屬薩摩亞國家海洋保護區、玫瑰環礁海洋國家紀念區、玫瑰環礁國家野生動物保護區三地。 |
| 大彎曲國家公園               |      | 德克萨斯州       | 2017     | 6241；viii、x（自然）          | 大彎曲國家公園佔地逾3,200平方公里，是契瓦瓦沙漠最大的保護區，同時保護了格蘭德河沿岸生態系統。公園位處北美三大造山運動帶的交匯處，擁有高度多樣的地質結構，沉積岩、火成岩、變質岩橫跨古生代、中生代、新生代。公園還因其豐富的古生物學記錄而在全球具有重要意義，園內共有逾1,200種不同的化石分類單元。公園多樣化的棲息地吸引超過數以百種鳥類、節肢動物、爬行動物、哺乳動物，以及種類繁多的仙人掌和其他植物。 |